# William Lilly
Este artigo é sobre um famoso astrólogo e ocultista inglês. Acerca do político estadunidense, ver William Lilly (político). Acerca da gramática escolar inglesa, ver William Lilye.
William Lilly (Diseworth (Leicestershire), 1 de maio de 1602 — Hersham (Surrey), 9 de junho de 1681) foi um dos mais importantes astrólogos do seu tempo e o seu conhecimento é ainda amplamente estudado e aplicado pelos astrólogos actuais em todo o mundo. Lilly não só interpretava os horóscopos relativos ao nascimento das pessoas como foi o maior especialista na Astrologia Horária, interpretando os mapas astrais traçados para questões que eram formuladas.

## Biografia
William Lilly nasceu a 1 de Maio de 1602 na aldeia de Diseworth, Leicestershire. Começou a estudar Astrologia em 1632 e em 1641 iniciou uma prática profissional nesta área.
Em 1666, Lilly causou grande polémica por alegadamente predizer o Grande Incêndio de Londres, cerca de 14 anos antes de ter acontecido. Por esta razão, muitas pessoas acreditavam que ele pode ter iniciado o fogo, mas não há nenhuma evidência para apoiar tais alegações. Chegou a ser acusado por este crime, tendo ido testemunhar ao Parlamento, mas foi declarado inocente.

## Obra
- 1647 - Christian Astrology, em três volumes: An Introduction to Astrology, The Resolution of All Manner of Questions e An Easie And Plaine Method Teaching How to Judge upon Nativities
- 1651 - Monarchy or no Monarchy